# NGC 42
NGC 42 è una galassia lenticolare situata nella costellazione di Pegaso. È stata scoperta il 30 ottobre 1864 dall'astronomo tedesco Albert Marth.
Sembra essere in interazione gravitazionale con la vicina NGC 41.